# Варлам Конопљев
Архимандрит Варлам (рођ. Василиј Ефимович Конопљев; 18. (30. априла) 1858., Југо-Кнауфски, Осински округ, Пермска губернија - 25. август 1918., Осински округ, Пермска губернија) - архимандрит Руске православне Цркве, ректор  Николајевског манастира Белогорски, исповедник, мисионар.
Канонизован за светаца Руске православне цркве у августу 2000.

## Биографија
Рођен 18. (30.) априла 1858. године у Југо-Кнауфском реону, у Осинском округу Пермске губерније (данас село Калинино, Кунгурски округ Пермске области) у породици рударских сељака који су припадали Староверцима несвештеничког убеђења. Од детињства је тежио Богу и трагао за Истином. О себи је писао: „У својој десетој години научио сам да читам и пишем; молио се са свештеничким народом, са старцима и простим народом; Када сам почео да старим, заволео сам читање Божанственог писма.“
У почетку је Василиј постао рачуновођа безсвештеничких старовераца. Епархијски мисионар Стефан Луканин, сазнавши за чувеног расколника Конопљова, поставио је себи за циљ да га преобрати у Православље. Са Конопљевом је водио бројне разговоре, импресионирајући читаоца својим одличним познавањем Светог писма и дубоким уверењем да је у праву. Касније је отац Варлам са захвалношћу писао о овим разговорима у својој аутобиографији.
Године 1891. са пријатељем је путовао у Волск, Саратов и Москву, где су тражили праву Цркву и стекли уверење да у староверској белокриницкој јерархији постоји права Црква.
Неколико месеци касније Василија су поново обузеле сумње и он је поново одлучио да оде у Москву и посети библиотеке, где се уверио у истинитост Руске православне цркве и потребу да јој се придружи за спасење:
После поновљених разговора са мисионаром оцем Стефаном Луканином, 17. (29. октобра) 1893. године, у Пермском саборном храму, Епископ пермско-соликамски Петар (Лосев) је светом тајном миропомазања придружио Василија Руској православној Цркви.
Владика Петар га је 6. новембра обукао у ријасофор, и настанио се на Белој Гори. Постепено су к њему почели да се окупљају сви који су желели монашки живот.
1 (13) фебруара 1894. године примио је монашки постриг са именом Варлам. Сутрадан га је владика Петар хиротонисао у јерођакона, а 22. фебруара у јеромонаха. Од тог времена отац Варлам је постављен за управника мисионарског манастира у изградњи на Белој гори.
Свети Синод је 20. јануара (1. фебруара) 1897. године донео указ о оснивању Белогорског Никољског манастира и именовао првог игумана јеромонаха Варлама (Конопљева) – овај датум је датум законског оснивања Белогорског Манастира, који је до тада већ постојао.
Ходочастио је на Атос и Свету земљу, игуман (1902), декан женског (1905) и мушког (1910) манастира Пермске епархије, архимандрит (1910), члан Пермског црквено-археолошког друштва, почасни члан пермског огранка „Савеза руског народа“ (1914), учесник Сверуског монашког конгреса (1917).
Он је 8 (21) децембра 1910. године на аудијенцији поклонио цару Николају II књигу о историји Белогорског манастира и фотографије манастира.
Одликован Орденом Свете Ане III (1914) и II (1916) степена.
Члан Помесног Сабора Руске православне Цркве 1917-1918 избором из монаштва за намесника.